# Bruce Kirby
Bruce Kirby, all'anagrafe Bruce Robert William Kirby (Ottawa, 2 febbraio 1929 – 18 luglio 2021), è stato un inventore, designer e velista canadese.

## Biografia
Fu il progettista della classe velica laser e dello yacht della classe 12 metri  Louis Vuitton Cup, Canada One. Svolse il mestiere di designer nella sua compagnia americana, Bruce Kirby Marine.
Come velista partecipò a tre edizioni dei giochi olimpici, Melbourne 1956, Tokyo 1964 e Città del Messico 1968.